# Do utraty sił
Do utraty sił (ang. tytuł Southpaw) – amerykański dramat filmowy w reżyserii Antoine’a Fuqui. Scenariusz opracował Kurt Sutter. W rolach głównych wystąpili Jake Gyllenhaal, Forest Whitaker oraz Rachel McAdams.

## Fabuła
Film opowiada historię boksera Billy'ego Hope’a (Jake Gyllenhaal), który po wygranej walce o tytuł Mistrza Wagi Lekkiej, doznaje kontuzji oka i za namową żony Maureen (Rachel McAdams) przerywa karierę w jej szczytowym momencie. Niestety dla Billiego to nie koniec problemów. Przez nadużywanie alkoholu oraz błędne decyzje Hope może na zawsze stracić córkę Leile (Oona Laurence).

## Obsada
- Jake Gyllenhaal jako Billy Hope
- Forest Whitaker jako Titus „Tick” Wills
- Rachel McAdams jako Maureen Hope
- Naomie Harris jako Angela Rivera
- Victor Ortiz jako Ramone
- Curtis „50 Cent” Jackson jako Jordan Mains
- Miguel Gomez jako Miguel „Magic” Escobar
- Oona Laurence jako Leila Hope
- Beau Knapp jako Jon Jon
- Rita Ora jako Maria Escobar
- Clare Foley jako Alice
- Skylan Brooks jako Hoppy
- Malcolm Mays jako Gabe
- Jim Lampley jako on sam
- Roy Jones Jr. jako on sam

## Ścieżka dźwiękowa
Producentem wykonawczym ścieżki dźwiękowej był Eminem. Album został wydany 24 lipca 2015 roku nakładem wytwórni Shady Records. W celu promocji wydawnictwa, 2 czerwca 2015 roku opublikowano singel pt. „Phenomenal“.